# فودينغ
فودينغ (بالصينية: 福鼎市) هي مدينة من مدن الصين.

## المناخ
يظهر الجدول التالي التغييرات المناخية على مدار السنة لفودينغ:
| البيانات المناخية لـفودينغ                       | البيانات المناخية لـفودينغ | البيانات المناخية لـفودينغ | البيانات المناخية لـفودينغ | البيانات المناخية لـفودينغ | البيانات المناخية لـفودينغ | البيانات المناخية لـفودينغ | البيانات المناخية لـفودينغ | البيانات المناخية لـفودينغ | البيانات المناخية لـفودينغ | البيانات المناخية لـفودينغ | البيانات المناخية لـفودينغ | البيانات المناخية لـفودينغ | البيانات المناخية لـفودينغ |
| الشهر                                            | يناير                      | فبراير                     | مارس                       | أبريل                      | مايو                       | يونيو                      | يوليو                      | أغسطس                      | سبتمبر                     | أكتوبر                     | نوفمبر                     | ديسمبر                     | المعدل السنوي              |
| ------------------------------------------------ | -------------------------- | -------------------------- | -------------------------- | -------------------------- | -------------------------- | -------------------------- | -------------------------- | -------------------------- | -------------------------- | -------------------------- | -------------------------- | -------------------------- | -------------------------- |
| الدرجة القصوى °م (°ف)                            | 25.3 (77.5)                | 29.8 (85.6)                | 30.7 (87.3)                | 32.8 (91.0)                | 36.3 (97.3)                | 39.0 (102.2)               | 40.6 (105.1)               | 38.4 (101.1)               | 39.0 (102.2)               | 35.3 (95.5)                | 30.8 (87.4)                | 26.6 (79.9)                | 40.6 (105.1)               |
| متوسط درجة الحرارة الكبرى °م (°ف)                | 13.8 (56.8)                | 14.3 (57.7)                | 17.1 (62.8)                | 22.2 (72.0)                | 26.4 (79.5)                | 29.5 (85.1)                | 33.4 (92.1)                | 33.0 (91.4)                | 29.9 (85.8)                | 25.8 (78.4)                | 21.2 (70.2)                | 16.5 (61.7)                | 23.6 (74.5)                |
| المتوسط اليومي °م (°ف)                           | 9.0 (48.2)                 | 9.8 (49.6)                 | 12.4 (54.3)                | 17.2 (63.0)                | 21.6 (70.9)                | 25.2 (77.4)                | 28.5 (83.3)                | 28.1 (82.6)                | 25.3 (77.5)                | 20.9 (69.6)                | 16.2 (61.2)                | 11.1 (52.0)                | 18.8 (65.8)                |
| متوسط درجة الحرارة الصغرى °م (°ف)                | 5.8 (42.4)                 | 6.8 (44.2)                 | 9.4 (48.9)                 | 13.7 (56.7)                | 18.3 (64.9)                | 22.1 (71.8)                | 24.9 (76.8)                | 24.7 (76.5)                | 22.1 (71.8)                | 17.4 (63.3)                | 12.6 (54.7)                | 7.3 (45.1)                 | 15.4 (59.8)                |
| أدنى درجة حرارة °م (°ف)                          | −3.4 (25.9)                | −2.9 (26.8)                | −2.3 (27.9)                | 4.3 (39.7)                 | 9.7 (49.5)                 | 13.4 (56.1)                | 19.3 (66.7)                | 20.5 (68.9)                | 13.9 (57.0)                | 6.1 (43.0)                 | 0.7 (33.3)                 | −5.2 (22.6)                | −5.2 (22.6)                |
| الهطول مم (إنش)                                  | 58.9 (2.32)                | 85.1 (3.35)                | 149.1 (5.87)               | 150.6 (5.93)               | 192.7 (7.59)               | 264.6 (10.42)              | 175.9 (6.93)               | 270.5 (10.65)              | 213.4 (8.40)               | 75.3 (2.96)                | 63.2 (2.49)                | 44.0 (1.73)                | 1٬743٫3 (68.64)            |
| متوسط الرطوبة النسبية (%)                        | 77                         | 79                         | 81                         | 80                         | 81                         | 83                         | 80                         | 80                         | 79                         | 75                         | 75                         | 74                         | 79                         |
| المصدر: China Meteorological Data Service Center |                            |                            |                            |                            |                            |                            |                            |                            |                            |                            |                            |                            |                            |

## وصلات خارجية
- الموقع الرسمي